# Salvador de mujeres
Salvador de mujeres é uma telenovela venezuelana exibida em 2010 pela Venevisión.

## Elenco
- Carlos Guillermo Haydon como "Salvador Valdez".
- Alejandra Sandoval como Socorro Alvavez Castillo.
- Ruddy Rodríguez[1] como Josefina Álvarez.
- Roberto Vander como Julio César.
- Carina Cruz como lula.
- Yul Bürkle como Manuel.
- Franklin Virgüez como Don Carlos.
- Orlando Miguel como Felipe.
- Diana Ángel como Charo.
- Alberto Quintero como Fernando.
- Maleja Restrepo como Bárbara.
- Pilar Álvarez como María.
- Vicente Tepedino como Gonzalo.
- Pedro Rendón como Andres.
- Katherine Escobar como "Isabel".
- Gabriel Ochoa como "Ramiro Alvarez Castillo".
- Ana Bolena Mesa como "Mercedes".
- Shirley Marulanda como "Elena".
- Morella Zuleta como "Victoria".